# Весёлые Чумаки
Весёлые Чумаки (укр. Веселі Чумаки) — село,
Вольненский сельский совет,
Апостоловский район,
Днепропетровская область,
Украина.
Код КОАТУУ — 1220382502. Население по переписи 2001 года составляло 93 человека.

## Географическое положение
Село Весёлые Чумаки находится в 2-х км от канала Днепр — Кривой Рог,
на расстоянии в 1 км от села Нива Трудовая.
Рядом проходит железная дорога, станция Нива Трудовая в 2-х км.